# Peter-Cornelius-Platz

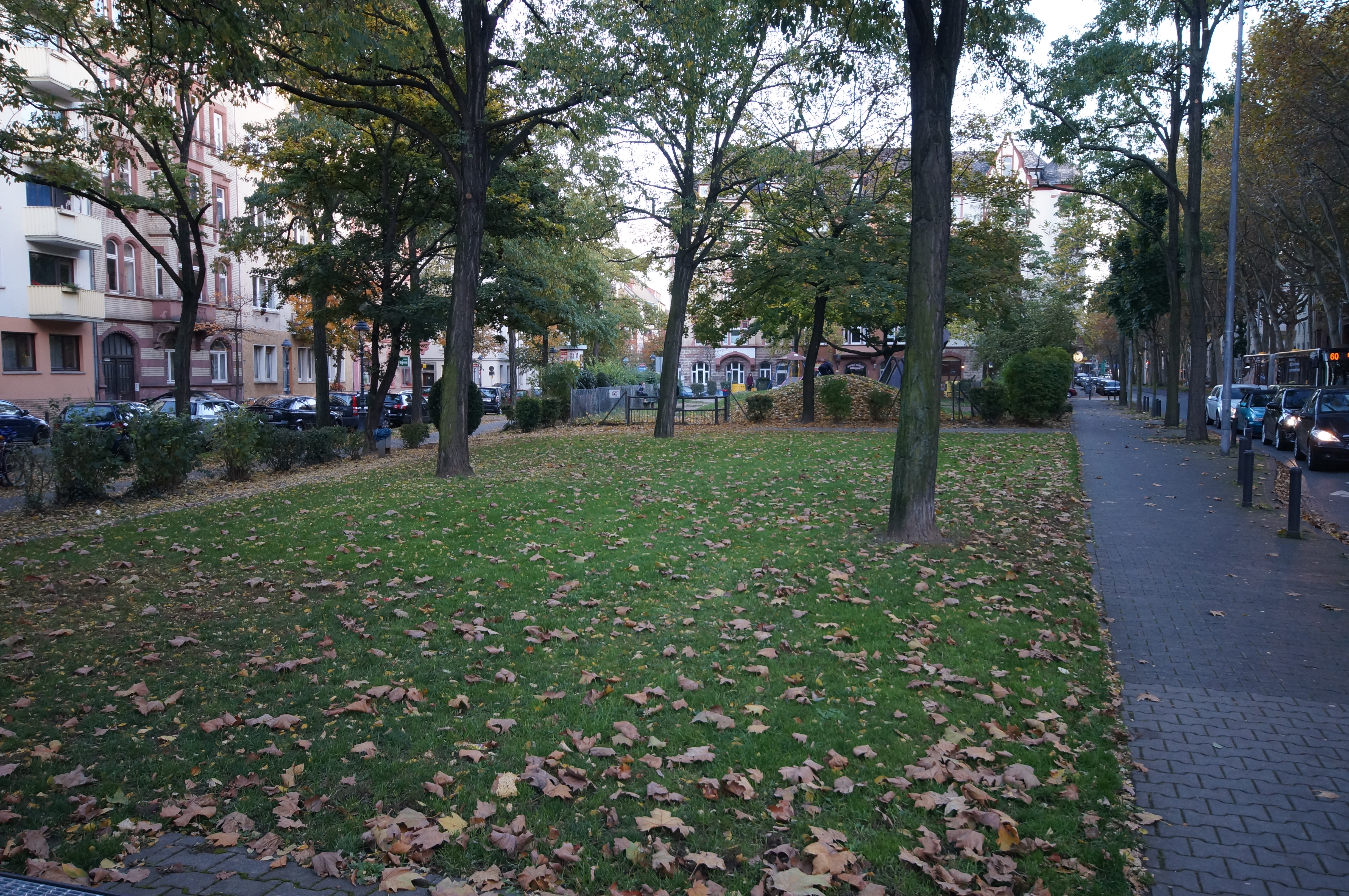
Der Peter-Cornelius-Platz in Mainz-Neustadt

Der Peter-Cornelius-Platz ist ein baukulturell und städtebaulich bedeutender Platz und eine Straße in Mainz-Neustadt. Sowohl der Platz ist als Denkmalzone als auch beinhaltende und angrenzende Gebäude sind als Kulturdenkmäler ausgewiesen.

## Geschichte
In der Entstehung der Fläche wurde sie nach den Hohenzollern Hohenzollernplatz genannt. Nach dem Ersten Weltkrieg wurde in der Weimarer Republik der Platz nach dem Bankier und Politiker Ludwig Bamberger benannt. Danach wurde der Platz nach dem Komponisten und Dichter Peter Cornelius in Peter-Cornelius-Platz umbenannt. Früher waren im Erdgeschoss meist Läden und Restaurants. Im Zweiten Weltkrieg wurde ein Teil der Wohnungen am Peter-Cornelius-Platz zerstört. Dennoch ist die architektonisch und städtebauliche Bedeutung und der Wert der Zone erhalten geblieben. In der Folge wurden die meisten Geschäfte und Gastwirtschaften in den Erdgeschossen geschlossen und sie wurden zu Wohnungen umgebaut. Heute befindet sich auf dem Platz eine Grünanlage und ein Spielplatz. Auf dem Kaiser-Wilhelm-Ring ist starker Autoverkehr und eine Strecke der Straßenbahn Mainz, auf der Goethestraße herrscht ebenfalls starker Verkehr. In der Nackstraße, Uhlandstraße, in der Straße Peter-Cornelius-Platz, in der Werderstraße und in der Pankratiusstraße ist mäßigeres Leben.

## Architektur
Der Peter-Cornelius-Platz ist in Form eines Dreiecks gestaltet. Die angrenzenden Straßen sind im Südwesten der Kaiser-Wilhelm-Ring, die Uhlandstraße im Südosten und die Goethestraße im Nordwesten. Die Straße mit den denkmalgeschützten Häusern mit den Hausnummern 2 bis 12 befindet sich nordöstlich des Peter-Cornelius-Platzes und verbindet die Uhlandstraße mit der Goethestraße.
Die meisten Häuser in dieser Gegend wurden erbaut, als die Mainzer Neustadt in dieser Gegend entstand. Das war um 1905. Die Gebäude, die sowohl als Wohn- als auch als Geschäftshäuser errichtet wurden, weisen für die damalige Zeit typische Gestaltungsmerkmale auf, etwa die Fassade auf. Ähnliche Häuser findet man in Mainz in der Albinistraße in Mainz-Altstadt. Früher wurden diese Gebäude meist als kombinierte Häuser mit einem Laden oder einer Gaststätte im Erdgeschoss und einem Wohnteil der Besitzer und Betreiber in den Obergeschossen. Eine weitere Gemeinsamkeit der Häuser ist, dass in der Regel fünf Geschosse gebaut wurden, wobei später oft noch ein sechstes Geschoss darüber gebaut wurde. Darüber hinaus haben um diesen Platz die meisten Häuser gleiche Höhen der Geschosse und eine mehrere Häuser umlaufende Dachtraufe. Zudem haben die meisten Häuser baugleiche kastenförmige Erker an der Gebäudefassade, die sich über mehrere Geschosse verteilen. Weitere Auffälligkeiten sind die bei allen Gebäuden zur Bauzeit vorhandenen rotgelben Backsteine und Sandsteine, zahlreiche vieleckige Erker und die sehr eng und damit zusammengebauten Fenster. In das Auge fallen außerdem die in gotischer Bauart verzierten Brüstungen und Bekrönungen.
Weiter architektonisch bedeutsam sind die Bordsteine und der Belag der Mosaik-Wildpflaster aus Porphyr, Basalt und Grauwacke. Des Weiteren werden zur Denkmalzone Peter-Cornelius-Platz die außergewöhnlichen Vorgärten mit den Einfriedungen. Zudem sind die Alleen des Kaiser-Wilhelm-Rings, wo heute die Straßenbahn Mainz verkehrt, und die Unterführung unter den Mainzer Hauptbahnhof als Teile der Denkmalzone erwähnenswert.

## Bedeutende Bauwerke

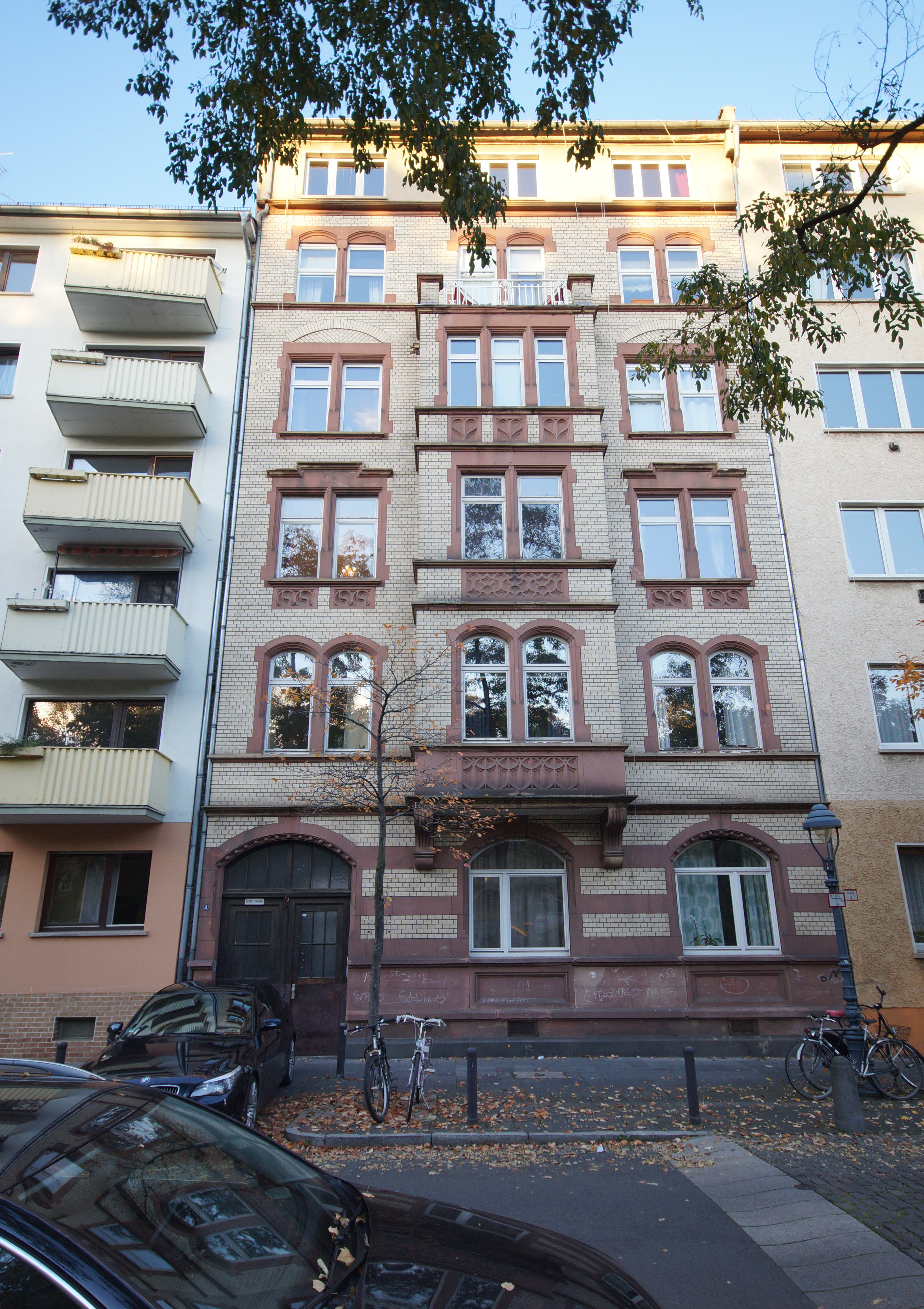
Fassade des Peter-Cornelius-Platzes 4

Die architektonisch und historisch bedeutsamsten Bauwerke an diesem Platz sind die Häuser im Nordwesten und Westen in der Goethestraße mit den Hausnummern 1 bis 5, das Haus Barbarossaring 1 und das Haus Nr. 2 an der Werderstraße. Sie wurden von 1902 bis 1903 im Auftrag des Mainzer Kolonialwarenhändlers Martin Ahles errichtet. Im Süden des Platzes befinden sich die bedeutenden Häuser Kaiser-Wilhelm-Ring 69, 71, 81, 82 (das Eckhaus zur Uhlandstraße), 83 und 85, Pankratiusstraße 40, 42 und Uhlandstraße 10 aus dem Jahr 1903. Auf der östlichen Seite sind die herausragendsten Bauwerke die Häuser Peter-Cornelius-Platz 4, das 1905 vom Bauunternehmer J. Schreyer errichtet wurde, Nackstraße 57, 59, Uhlandstraße 1 bis 3, in denen sich die Metzgerei des Meisters Karl Hanel befand. Weitere Einzeldenkmäler in der Region sind die Gebäude Pankratiusstraße 30, die Eckhäuser Uhlandstraße 2 und Pankratiusstraße 28, der Häuserblock Pankratiusstraße 24 aus den 1920er Jahren, Colmarstraße 6, 9 und 11.